# La Chapelle-Saint-Sauveur (Saône-et-Loire)
La Chapelle-Saint-Sauveur település Franciaországban, Saône-et-Loire megyében. Lakosainak száma 641 fő (2022. január 1.). La Chapelle-Saint-Sauveur Pierre-de-Bresse, Authumes, La Chaux, Dampierre-en-Bresse, Mervans, Montjay, Saint-Bonnet-en-Bresse és Torpes községekkel határos.

## Népesség
A település népességének változása:
| Lakosok száma | 669  | 676  | 701  | 681  | 678  | 662  | 647  | 643  | 641  |
|               | 2013 | 2015 | 2016 | 2017 | 2018 | 2019 | 2020 | 2021 | 2022 |